# 中华人民共和国财政部办公厅
中华人民共和国财政部办公厅，中华人民共和国财政部的内设机构。负责机关日常运转，承担信息、宣传、保密、信访、政务公开等工作，并承担机关及直属单位的财务、政府采购、国有资产管理工作。

## 下设机构
下设有办公室（保卫处）、部长办公室、调研处、信息处、新闻办公室、财政信息公开办公室、文秘处、建议提案办公室、督查处、信访保密办公室、档案处、财务一处、财务二处等处室。